# Luisella Berrino
Luisella Berrino (Alassio, 18 aprile 1948) è una conduttrice radiofonica e conduttrice televisiva italiana.

## Biografia

### La radio
Figlia del pittore ligure Mario Berrino, ha debuttato nel 1970 ai microfoni di Radio Monte Carlo, alla quale è rimasta legata per quasi 45 anni, diventando un caso unico in Italia per fedeltà a un'emittente privata.
Il palinsesto musicale dell'emittente era all'epoca caratterizzato dall'alternarsi di una canzone francese, seguita da una italiana e poi da un pezzo anglosassone. Luisella Berrino, insieme ad un team di animatori di successo, in primis Roberto Arnaldi, la voce per antonomasia di RMC, ha condotto numerosi programmi e quiz, tra cui Il Porcellino, in programma al mattino alla fine degli anni settanta, e Il Milione, che metteva in palio un milione di lire per indovinare il nome di un personaggio famoso basandosi sugli indizi forniti da 13 canzoni.
Durante la stagione 2006-2007 ha condotto assieme a Massimo Valli il programma RMC Magazine dalle 10 alle 12, seguito dalle 12 alle 13 dal programma comico legato ad un concorso a premi Beauty Farm con la regia di Andrea Lo Iacono.
È stata poi in onda dal lunedì al venerdì dalle 9 alle 10 nell' Alfonso Signorini Show e anche il sabato e la domenica mattina dalle 7 alle 10 con Buenos dias e il meglio dell'Alfonso Signorini Show.
La sua ultima conduzione è stata in coppia con Patrizia Farchetto, ogni sabato e domenica mattina dalle 7 alle 10.
Il 14 febbraio 2015, a meno di due mesi dall'esatto compimento di 45 anni consecutivi trascorsi ai microfoni di Radio Monte Carlo, ha annunciato ufficialmente il suo ritiro. Il discorso di commiato e ringraziamento ai suoi fedeli ascoltatori (apparso poi sul suo profilo Facebook) ha ripreso nell'incipit quello effettuato nel 1970 da Herbert Pagani, al momento del suo ritorno sull'emittente italo-monegasca dopo un periodo d'assenza; con questa citazione Luisella ha inteso rendere omaggio al cantautore e conduttore di origini libiche, nonché rinnovarne il ricordo definendolo una personalità decisiva per l'inizio di quella che è stata «...la "grande avventura" di RMC».

### Altre attività
Dal 1977 al 1979 ha condotto su Telemontecarlo il programma di approfondimento giornalistico Montecarlo sera, che andava in onda quotidianamente.
Nella stagione televisiva 1980 - 1981 ha presentato il gioco I Cinque Cantoni su PIN Primarete Indipendente.
Luisella Berrino è la voce ufficiale della rievocazione storica della Mille Miglia e del Gran Premio di Monaco. Ha per molti anni presentato il Rally di Sanremo.
Nel 2012 ha preso il testimone dal padre Mario Berrino nell'ambito della "Rassegna Letteraria Scrivi l'amore-Premio Mario Berrino" dall'associazione culturale di Ispra Amici di Mario Berrino.

## Vita privata
Risiede nel Principato di Monaco. Ha un figlio, Francesco.

## Riconoscimenti
- 2010 – Leggio d'oro
  - Premio alla voce radiofonica[3]